# 梁平南站
梁平南站位于中华人民共和国重庆市梁平区，是郑渝高速铁路渝万北段上的高铁站，2016年11月28日随渝万城际铁路开通而投入使用，由成都铁路局管辖。

## 車站周邊
- 沪蓉高速公路

## 歷史
- 2016年11月28日通车营运。[3]

## 外部連結
- 中国铁路客户服务中心 （页面存档备份，存于）